# فیلم‌برداری زیر آب
فیلم‌برداری زیر آب (به انگلیسی: Underwater videography) در عمق‌های مختلف بیشتر به کمک تجهیزات فیلم‌برداری شامل کپسول هوا، دوربین و پوسته‌های زیر آبی و تجهیزات نور پردازی زیر آبی دارد. این کار نیازمند آموزش حرفه‌ای بوده و می‌بایست به‌طور تخصصی از تجهیزات تنفسی و سیلندر هوا، تجهیزات نور پردازی خاص (به دلیل اینکه زیر آب نور آبی غلبه می‌نماید) و دوربین‌های خواص با پوشش ضد آب استفاده نموده و معمولاً جهت فیلم‌برداری از موجودات زیر آب، مرجان‌ها و کشتی‌های غرق شده‌ استفاده می‌شود.

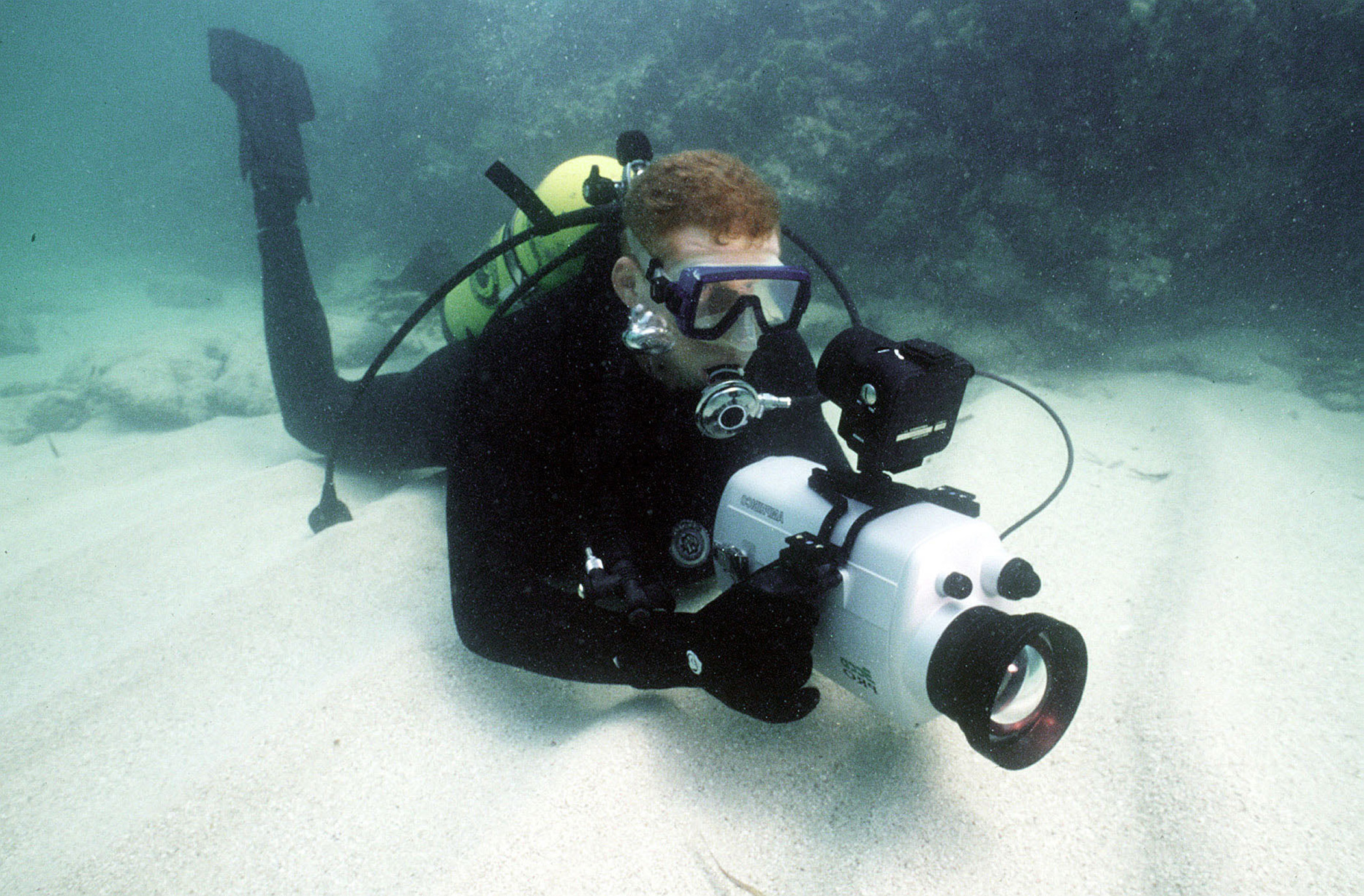